# Armaciotto dei Ramazzotti
, detto anche Ramazzotto da Scaricalasino (Scaricalasino, 1464 – Pietramala, 1539), è stato un condottiero italiano, noto capitano di ventura e signore di Scaricalasino.

## Biografia
Armaciotto dei Ramazzotti nacque a Scaricalasino (Monghidoro) nel 1464.
Pur raggiungendo posizioni di prestigio e comando presso le Corti di Prìncipi e Papi, egli mai dimenticò la propria terra d'origine, che privilegiò costantemente. Dopo l'esordio, non ancora ventenne, nella guardia personale di Lorenzo il Magnifico, Armaciotto si pose a Napoli al soldo degli Aragona, poi nel 1496 al servizio di Giovanni II Bentivoglio, Signore di Bologna, che lo mise a capo di una condotta di fanti; passò poi nelle file di Papa Giulio II, al seguito del quale entrò a Bologna nel 1506, occupandola militarmente.
Il valore in battaglia espresso principalmente nel 1512 a Ravenna nonché le grandi capacità dimostrate nell'aver saputo difendere Bologna da due assedi (col determinante contributo degli uomini della montagna) valsero ad Armaciotto la concessione di numerosi feudi da parte dei pontefici Leone X e Adriano VI e la nomina a Cavaliere dello Speron d'oro mentre il Senato bolognese gli conferì la Cittadinanza.
Armaciotto rimase infine a disposizione di Clemente VII, il quale nel 1528 gli permise di trasformare in monastero benedettino il Palazzo che aveva fatto edificare a Scaricalasino, e che fu dunque intitolato a San Michele (ad Alpes).
Nel 1531-33 Armaciotto, dimostrando ancora una volta devozione e sensibilità verso le arti, fece erigere dal contemporaneo Alfonso Lombardi - uno scultore rinascimentale - il proprio monumento funebre, nella Chiesa di San Michele in Bosco a Bologna. Poco dopo però, per le invidie scatenate a Bologna (e a Roma) dalla sua posizione di eccessivo prestigio, Armaciotto cadde in disgrazia presso il pontefice (Paolo III); tornò allora al servizio dei De' Medici per i quali prese parte, più che settantenne, alla battaglia di Montemurlo (1537).
Morì infatti esule in territorio toscano, nel 1539, e solo dopo alcuni anni le sue ceneri poterono essere traslate in terra bolognese dagli eredi Gozzadini.